# (5192) Yabuki
(5192) Yabuki es un asteroide perteneciente al cinturón de asteroides, descubierto el 4 de febrero de 1991 por Tetsuya Fujii y el también astrónomo Kazuro Watanabe desde el Observatorio de Kitami, Hokkaidō, Japón.

## Designación y nombre
Designado provisionalmente como 1991 CC. Fue nombrado Yabuki en honor a Hiroshi Yabuki, uno de los principales desarrolladores de programas automatizados del planetario en el Laboratorio Óptico de Goto.

## Características orbitales
Yabuki está situado a una distancia media del Sol de 3,191 ua, pudiendo alejarse hasta 3,468 ua y acercarse hasta 2,914 ua. Su excentricidad es 0,086 y la inclinación orbital 14,91 grados. Emplea 2082,46 días en completar una órbita alrededor del Sol.
El próximo acercamiento a la órbita terrestre se producirá el 22 de noviembre de 2078.

## Características físicas
La magnitud absoluta de Yabuki es 10,8. Tiene 32 km de diámetro y su albedo se estima en 0,123.